# Stigmatodactylus vulcanicus
Stigmatodactylus vulcanicus là một loài thực vật có hoa trong họ Lan. Loài này được (Schodde) Maek. miêu tả khoa học đầu tiên năm 1971.